# Pirátská strana (Švédsko)
Pirátská strana (švédsky Piratpartiet) je švédská politická strana, první svého druhu. Vznikla v roce 2006 jako reakce na proces omezování občanských svobod v zájmu zisků lobistických skupin zabývající se autorskými právy. Silným impulsem byl proces s provozovateli Internetového serveru The Pirate Bay, podle něhož strana nese název. Švédská strana stála na počátku hnutí za svobodné sdílení informací a ochranu občanských svobod, na jehož základě jsou zakládány politické strany s obdobným názvem a programem nejen v Evropě, ale po celém světě. Strany usilují zejména o reformu právních předpisů týkajících se autorských práv a patentů. Ve svém programu také usilují o posílení práva na soukromí, a to jak na internetu, tak v každodenním životě, o transparentnost státní správy a svobodu sdílení informací. Strany se většinou definují jako liberální a středové, ochotné politicky jednat se všemi stranami hlavního proudu.
Švédská pirátská strana se v roce 2006 účastnila voleb a získala 0,63% hlasů, což je třetí nejlepší výsledek mimoparlamentní strany (ke vstupu do parlamentu jsou nutná 4% voličských hlasů). V prosinci 2008 strana překonala co do počtu členů Stranu zelených, v únoru 2009 Stranu Levice, v dubnu 2009 Liberální stranu křesťanských demokratů. Často má větší členskou základnu než jiné mimoparlamentní politické strany.[zdroj?] Ve volbách do Evropského parlamentu v roce 2009 strana získala 7.13% hlasů, díky čemuž získala jedno z 18 křesel švédského zastoupení v parlamentu.

## Historie a vznik
Internetové stránky Pirátské strany byly spuštěny 1. ledna 2006 (ve 20:30 SELČ), čímž byl zahájen ustavovací proces strany. V první fázi si zakladatelé dali závazek získat alespoň 2000 podpisů pod petici (to je o 500 hlasů více, než je potřeba k registraci strany). Za méně než 24 hodin po otevření webové stránky, strana měla zjištěno přes 2000 podpisů (2268 v 16.05 SELČ). Ráno dne 3. ledna strana ukončila podpisovou akci, asi 36 hodin po otevření bylo nashromážděno 4725 podpisů.
Straně se tak otevřela možnost účastnit se voleb 17. září 2006, protože termín předložení fyzických podpisů u švédského volebního úřadu byl 4. únor. Švédský volební zákon od signatářů požaduje osobní identifikaci při poskytování podpory pro vznik nové strany, což ne zcela vychází vstříc charakteru této strany, proto úspěšnost petice hodnotí mezinárodní média jako významný počin.